# Prix TD de littérature canadienne pour l'enfance et la jeunesse
Le prix TD de littérature canadienne pour l’enfance et la jeunesse a été créé en 2004 conjointement par le Centre canadien du livre jeunesse et le groupe financier Banque TD. 
Il est décerné au livre jeunesse qui s'est le plus distingué par la qualité du texte et des illustrations et par son originalité.  
Il comporte un volet francophone et un volet anglophone.
L'année 2015 voit le lancement d'une nouvelle récompense offerte conjointement avec le Prix TD, en collaboration avec Radio-Canada. Le prix "Choix du public littérature jeunesse" encourage les enfants de 5 à 12 ans à voter pour leur livre jeunesse préférés parmi cinq finaliste du prix TD . La récompense est accompagnée d'une bourse de 5000$ pour l'auteur primé.

## Lauréats francophones
- 2005 : François Barcelo (texte), Anne Villeneuve (illustrations) - Le Nul et la Chipie
- 2006 : François Gravel (texte), Pierre Pratt (illustrations) - David et le Salon funéraire
- 2007 : André Leblanc - L'Envers de la chanson : des enfants au travail 1850-1950
- 2008 : Gilles Vigneault (texte), Stéphane Jorisch (illustrations) - Un cadeau pour Sophie
- 2009 : Anne Villeneuve - Chère Traudi
- 2010 : Mélanie Tellier (texte), Melinda Josie (illustrations) - Le Géranium
- 2011 : Linda Amyot - La Fille d'en face
- 2012 : Mario Brassard (texte), Suana Verelst (illustrations) - La Saison des pluies
- 2013 : Michel Noël - À la recherche du bout du monde
- 2014 : Andrée Poulin - La plus grosse poutine du monde
- 2015 : Marianne Dubuc - L’Autobus
- 2016 : Jacques Goldstyn - L’Arbragan
- 2017 : Larry Tremblay (texte), Guillaume Perreault (illustrations) - Même pas vrai
- 2018 : Marianne Dubuc - Le chemin de la montagne
- 2019 : Stéphanie Boulay (texte), Agathe Bray-Bourret (illustrations) - Anatole qui ne séchait jamais[6]
- 2020 : Jacques Goldstyn - Les étoiles[7]
- 2021 : Vigg - Ma maison-tête[8]
- 2022 : Orbie - La fin des poux ?[9]
- 2023 : Paul Tom et Mélanie Baillairgé - Seuls[10]
- 2024 : Christine Beaulieu et  Caroline Lavergne - Les saumons de la Mitis[11]

## Lauréats anglophones
- 2005 : Marthe Jocelyn - Mable Riley: A Reliable Record of Humdrum, Peril, and Romance
- 2006 : Pamela Porter - The Crazy Man
- 2007 : Sarah Ellis - Odd Man Out
- 2008 : Christopher Paul Curtis - Elijah of Buxton
- 2009 : Nicola Campbell (texte) et Kim LaFave (illustrations) - Shin-chi's Canoe
- 2010 : Arthur Slade - The Hunchback Assignments
- 2011 : Erin Bow - Plain Kate
- 2012 : Trilby Kent - Stones for My Father
- 2013 : Polly Horvath - One Year in Coal Harbour
- 2014 : Kathy Stinson - The Man with the Violin
- 2015 : Jonathan Auxier - The Night Gardener
- 2016 : Melanie Florence (texte) & François Thisdale (illustrations) - Missing Nimâmâ
- 2017 : Jan Thornhill - The Tragic Tale of the Great Auk
- 2018 : Joanne Schwartz (texte), Sydney Smith (illustrations) - Town Is by the Sea
- 2019 : Heather Smith - Ebb and Flow
- 2020 : Julie Flett - Birdsong[12]
- 2021 : The Fan Brothers - The Barnabus Project[13]
- 2022 : David A. Robertson (texte) et Julie Flett (illustrations) - On the Trapline[14]
- 2023 : Kim Spencer - Weird rules to follow[15]

## Lauréats - Choix du public littérature jeunesse
- 2015 : Agnès Grimaud et Camille Lavoie - Papillon de l'ombre[16]
- 2016 : André Marois et Pierre Pratt - Aux toilettes[3]
- 2017 : Élaine Turgeon et Martin Laliberté - Aaah!bécédaire[4]
- 2018 : Stéphanie Boulay et  Agathe Bray-Bourret - Anatole qui ne séchait jamais[17]
- 2019 : Marianne Dubuc - Le chemin de la montagne[5]